# Дъфи
Дъфи (собственото име на френски, другите две на английски: Aimée Anne Duffy, Еме Ан Дъфи) е поппевица и текстописец от Уелс. Започва кариерата си през 2003 г. като участничка в шоу от типа Мюзик Айдъл. Истинският успех идва през 2008 г. с албума ѝ Rockferry. Двата ѝ най-големи хита са песните Mercy и Warwick Avenue.

## Дискография

### Студийни албуми
- 2008: Rockferry
- 2010: Endlessly

### EP
- 2009: Deluxe EP

### Сингли
- 2007: Rockferry
- 2008: Mercy
- 2008: Warwick Avenue
- 2008: Stepping Stone
- 2008: Rain on Your Parade
- 2010: Well, Well, Well

## Видеоклипове
| Видеоклип            | Премиера | Албум     |
| -------------------- | -------- | --------- |
| Rockferry            | 2007     | Rockferry |
| Mercy                | 2008     | Rockferry |
| Warwick avenue       | 2008     | Rockferry |
| Mercy (U.S. version) | 2008     | Rockferry |
| Stepping stone       | 2008     | Rockferry |
| Rain on your parade  | 2008     | Rockferry |
| Well, well, well     | 2010     | Endlessly |